# Antheraea rubiginea
Antheraea rubiginea är en fjärilsart som beskrevs av Lambertus Johannes Toxopeus 1940. Antheraea rubiginea ingår i släktet Antheraea och familjen påfågelsspinnare. Inga underarter finns listade i Catalogue of Life.